# Clavus pica
Clavus pica é uma espécie de gastrópode do gênero Clavus, pertencente a família Drilliidae.